# عبدالله جواری
عبدالله جواری (متولد ۱۳۳۵) خوش‌نویس ایرانی، چهرهٔ ماندگار خوش‌نویسی کرمانشاه و مدیر انجمن خوش‌نویسان کرمانشاه است.
مستند مشق عشق دربارهٔ زندگی شخصی و هنری او ساخته شده است.

## زندگی
عبداللٰه جواری (فرزند محمّدرضا جواری و وجیهه کریمی) در سال ۱۳۳۵ در محلّهٔ برزه‌دماغ کرمانشاه متولّد شد. علاقه‌اش به خوش‌نویسی حاصل دورهٔ ابتدایی و تأثیرات مادر و دایی‌اش بود که هر دو خطّی خوش داشتند و از شاگردان محمدرضا اقبال آل‌آقا، از خوش‌نویسان و معلّمان کرمانشاه، بودند. مادرش از معدود دانش‌آموزانی بود که در درس خوش‌نویسی اقبال سرآمد بود. جواری همیشه از دایی‌اش میرزا آقا کریمی به‌عنوان اوّلین استاد یاد می‌کند. مدّت کوتاهی نزد ابوالفضل عطوفی که از شاگردان اقبال بود شاگردی کرد. در دوران تحصیل در دبیرستان حدود پنج سال در مسابقات هنری استان در رشتهٔ خوش‌نویسی رتبهٔ اوّل را به دست آورد و در اردوهای هنری رامسر از استادانی هم‌چون محمّد سلحشور استفاده کرد.
در سال ۱۳۵۸ به انجمن خوش‌نویسان ایران در تهران رفت و مدّتی از اسماعیل نیکبخت و کیخسرو خروش کسب فیض کرد، سپس بنا به علاقه و ارادتی که به غلام‌حسین امیرخانی داشت، به کلاس او راه پیدا کرد. در سال ۱۳۶۰ پس از دریافت گواهی‌نامهٔ ممتاز، بنا به توصیهٔ امیرخانی، رئیس انجمن خوش‌نویسان ایران، به کرمانشاه رفت و انجمن خوش‌نویسان کرمانشاه را تأسیس کرد و تا امروز نزدیک به چهل‌وچهار سال است که مسئولیّت این انجمن را عهده‌دار است. در اوایل نوجوانی به‌علّت دوستی پدرش با سید مرتضی نجومی، شاگرد او شد و در خطّ ثلث و نسخ از درس او استفاده کرد. در خطّ شکسته‌نستعلیق توانست از یداللٰه کابلی درس بگیرد و در خطّ ثلث و نسخ در مدّت دانشجویی‌اش در تهران، از درس احمد معصومی زنجانی استفاده کند. در سال ۱۳۷۸ مدرک فوق‌ممتاز و در سال ۱۳۸۵ مدرک استادی خود را از انجمن خوش‌نویسان ایران دریافت کرد. در مدّت چهل‌وچهار سالی که مسئولیّت انجمن خوش‌نویسان کرمانشاه را داشت، در تمام شهرهای استان، شُعَبات انجمن خوش‌نویسان را دایر کرد. از بین هزاران علاقه‌مندی که در انجمن آموزش دیده‌اند، صدها نفر مدرک ممتاز و بیش از چهل نفر مدرک فوق‌ممتاز و پانزده هنرمند این استان هم مدرک استادی خوش‌نویسی خود را گرفته‌اند. در هنر نگارگری و تذهیب، از درس اردشیر مجرّد تاکستانی، از نگارگران برجستهٔ ایران، نیز بهره برد. در سال ۱۳۶۰ با تأسیس انجمن خوش‌نویسان کرمانشاه، اوّلین نمایشگاه هنر اصیل خوش‌نویسی در کرمانشاه را به همراهی محمّدعلی سلطانی و اردشیر اکبری برگزار کرد. در سال‌های اخیر در نمایشگاه‌های متعدّد انفرادی و جمعی در ایران، پاکستان، فرانسه و ترکیه شرکت کرده است. آخرین نمایشگاه انفرادی‌اش سال گذشته در گالری بلوط کرمانشاه برگزار شد.
جواری دو دختر و یک پسر دارد. دختر بزرگش، آزاده که فوق‌لیسانس ریاضی دارد، نقّاش است و تذهیب و نگارگری اغلب آثار جواری را انجام می‌دهند. دختر کوچکش، فرناز، هم لیسانس نقّاشی و تصویرسازی دارد و در کانون پرورش فکری کودکان و نوجوانان استان کرمانشاه مشغول تدریس است. پسرش محمّدعلی نیز در مقطع دکتری عمران مشغول تحصیل است. همسرش، پریچهر خانی چهری، دارای مدرک ممتاز خوش‌نویسی و بازنشستهٔ آموزش‌وپرورش است.